# Victory Field
Le Victory Field est un stade de baseball situé à Indianapolis dans l'État de l'Indiana.
Depuis 1996, c'est le domicile des Indianapolis Indians, qui sont une équipe de baseball de niveau Triple-A en Ligue internationale et affiliés avec les Pirates de Pittsburgh de la Ligue majeure de baseball. Le Victory Field a une capacité de 14 230 places et dispose de 28 suites.

## Événements
- Triple-A All-Star Game, 11 juillet 2001

## Dimensions
- Left field (Champ gauche): 320 pieds (97.5 mètres)
- Center field (Champ central): 402 pieds (122.5 mètres)
- Right field (Champ droit): 320 pieds (97.5 mètres)